# سفره‌ماهی پروانه‌ای
سفره‌ماهی پروانه‌ای (نام علمی: Gymnuridae) نام یک تیره از راسته لقمه‌ماهی‌سانان است.